# Йоухан Берг Гюдмюндсон
Йоухан Берг Гюдмюндсон (на исландски: Jóhann Berg Guðmundsson), роден на 27 октомври 1990 г., е исландски професионален футболист, полузащитник, настоящ играч на Ал Дафра и националния отбор на Исландия.

## Клубна кариера

### Брейдаблик
Йохан Гудмундсон започва да тренира футбол в школата на Брейдаблик през 1997 г., но през 2006 г. се премества в Англия, където завършва образуванието си и тренира в школите на Челси и Фулъм. След като не успява да се адаптира към живота в Англия, през 2008 се завръща в родната си Исландия, където се присъединява към бившия си отбор - Брейдаблик. Изиграва само един сезон, но той се оказва достатъчен, за да бъде талантът му забелязан от европейските отбори. Последват оферти от Хамбургер и Ковънтри, но те биват отхвърлени.

### АЗ Алкмаар
На 28 януари 2009 г. се присъединява със свободен трансфер към холандския АЗ Алкмаар, като подписва 5-годишен договор.

### Чарлтън
На 11 юли 2014 г. Гудмундсон подписва 2-годишен договор с английския Чарлтън. След първия си сезон е избран за най-добър играч на отбора, отбелязвайки 11 гола в 37 мача. На 22 юли 2015 г. подписва нов 5-годишен договор с отбора.

## Национален отбор
Гудмундсон изиграва първия си мач за младежкия национален отбор през 2008 г., където се превръща във важна фигура. На 6 септември 2013 г. вкарва хеттрик в световна квалификация срещу Швейцария, превръщайки се в първия исландски футболист с подобро постижение от 13 години.
На 10 май 2016 г. излиза официалният състав на Исландия за Евро 2016, като Гудмундсон е част от отбора.